# أنيونات فلزية متعددة الأكسجين

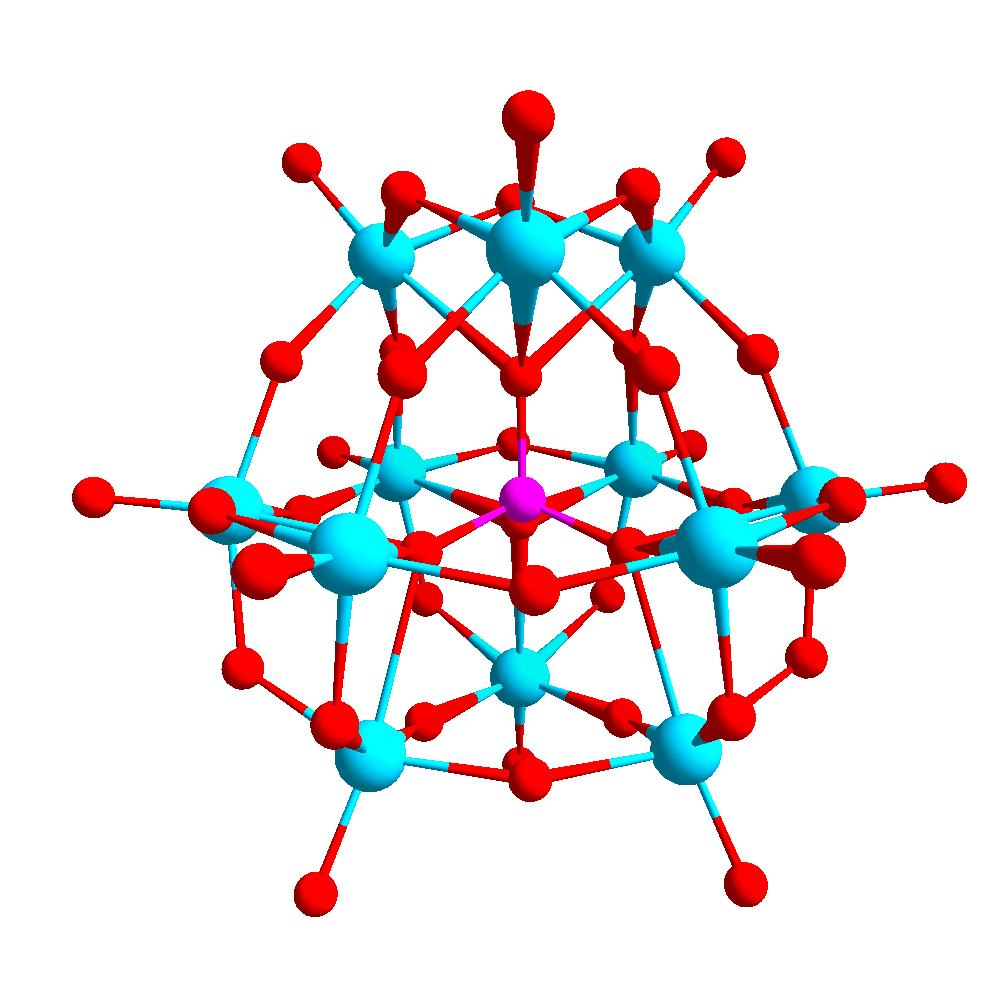
يعد أنيون التنغستات الفوسفاتية مثالاً على الأنيونات الفلزية متعددة الأكسجين

الأنيونات الفلزية متعددة الأكسجين هو أنيون متعدد الذرات يتألف بنيوياً من بضعة أنيونات أكسجينية لفلزات انتقالية مختلفة ومرتبطة مع بعضها بجسور أكسجينية لتشكل بنية معقدة ثلاثية الأبعاد.
غالباً ما تكون الفلزات الداخلة في تركيب هذه الأنيونات من عناصر المجموعة السادسة (مثل الموليبدنوم أو التنغستن) أو من عناصر المجموعة الخامسة (مثل الفاناديوم والنيوبيوم والتانتالوم)؛ وهي غالباً ما تكون في حالات أكسدة عليا.